# Pieljekaise
Pieljekaise är en nationalpark i Sverige, belägen cirka 10 km söder om Jäkkvik i Lappland. Parken är en stor björkskog som liknar en urskog. I södra delen finns många sjöar med ett rikt fiskbestånd.
Genom parken går vandringsleden Kungsleden. Det finns även en övernattningsstuga i parken. Det finns en roddled över Lutaure.

## Beskrivning

### Geologi
Berggrunden består av gnejsig glimmerskiffer och amfibolit. Vid istidens slut för  9 000 år sedan smälte isen och kvar den mjukt U-formade dalgången som ett minne av isen.

### Växtliv
Upp till 800 meter över havet är Pieljekaise täckt av fjällbjörkskog. På Pieljekaises norra sluttning växer ängsbjörkskog, och där blommar smörbollarna i riklig mängd på våren. I juni finns det mängder av midsommarblomster, och senare blommar fjälltorta,  hjortronblomma, nordisk stormhatt, fjällkvanne och brudborste. På fjällhedarna finns få arter, som kråkbär, dvärgbjörk och krypljung.

### Djurliv
I reservatets skogar finns fåglar som gråsiska och bergfink. På kalfjället finns ljungpipare, ängspiplärka och fjällripa. Däggdjur som rödräv, hermelin, skogshare och älg finns också i reservatet. Under våren häckar enkelbeckasin, grönbenor, rödbenor och gluttsnäppor på myrarna.

### Namnet
Namnet Pieljekaise kommer av arjeplogsamiska Beljijgáisse, som är en sammansättning av genitiv pluralis av bällje 'öra' och gáisse 'spetsig topp'. Pieljekaises två toppar liknar öron.

### Historia
Pieljekaise nationalpark ingår i Semisjaur-Njarg samebys markområde. Under årtusenden har det funnits samer i området. Före renskötselns tid levde de av vildren. I markerna finns det lämningar från forna tiders kåtaplatser och eldstäder. Det finns också rester av de gropar som samerna har använt för att fånga vildren.